# 尼亞穆拉吉拉火山
尼亞穆拉吉拉火山（Nyamuragira）是非洲維龍加山脈的活火山，位於剛果民主共和國境內基伏湖以北25公里，是非洲最活躍的火山，面積1,500平方公里，自1880年火山爆發超過30次，釋放的二氧化硫佔全球火山釋放量的一大部分。2010年1月2日清晨，尼亞穆拉吉拉火山湧出熔岩，威脅區內的黑猩猩。

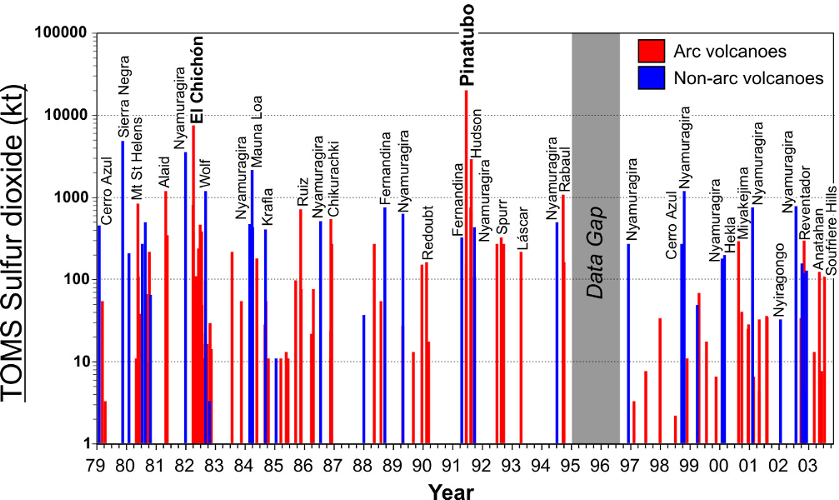
1979年至2003年火山釋放的二氧化硫量

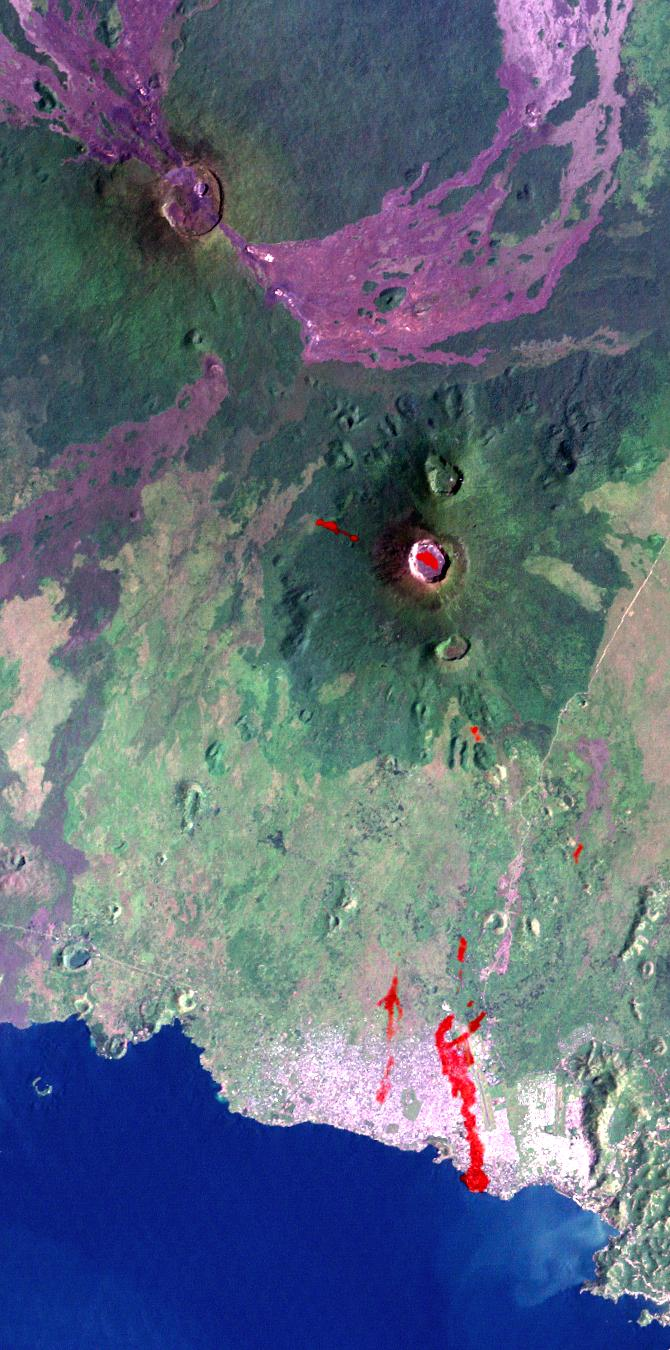
熔岩從尼亞穆拉吉拉火山（左上）流往基伏湖

## 外部連結
- Smithsonian Institution's Global Volcanism Program - Nyamuragira （页面存档备份，存于）
- 2006 eruption
- "Congo volcano threat to villages"  BBC report with video, 2010 eruption （页面存档备份，存于）